# دودة حمراء
الدودة الحمراء (بالإنجليزية: Eisenia fetida)‏ يبلغ طولها من 4 إلى 14 سم لونها أحمر أو أصفر ذات حلقات.

تحتاج لكي تعيش إلى تربة فيها مواد عضوية فتحولها إلى تربة خصبة. يوجد حوالي 2000 نوع منها، وتُستعمل اليوم لتحويل فضلات الطعام إلى سماد طبيعي للتربة، فبدلا من أن تُرمي نفايات البيت من طعام كقشرة البطاطا أو ورق الشاي وترسبات القهوة وقشر البيض، فهي تأكلها وتحولها إلى سماد طبيعي للتربة.

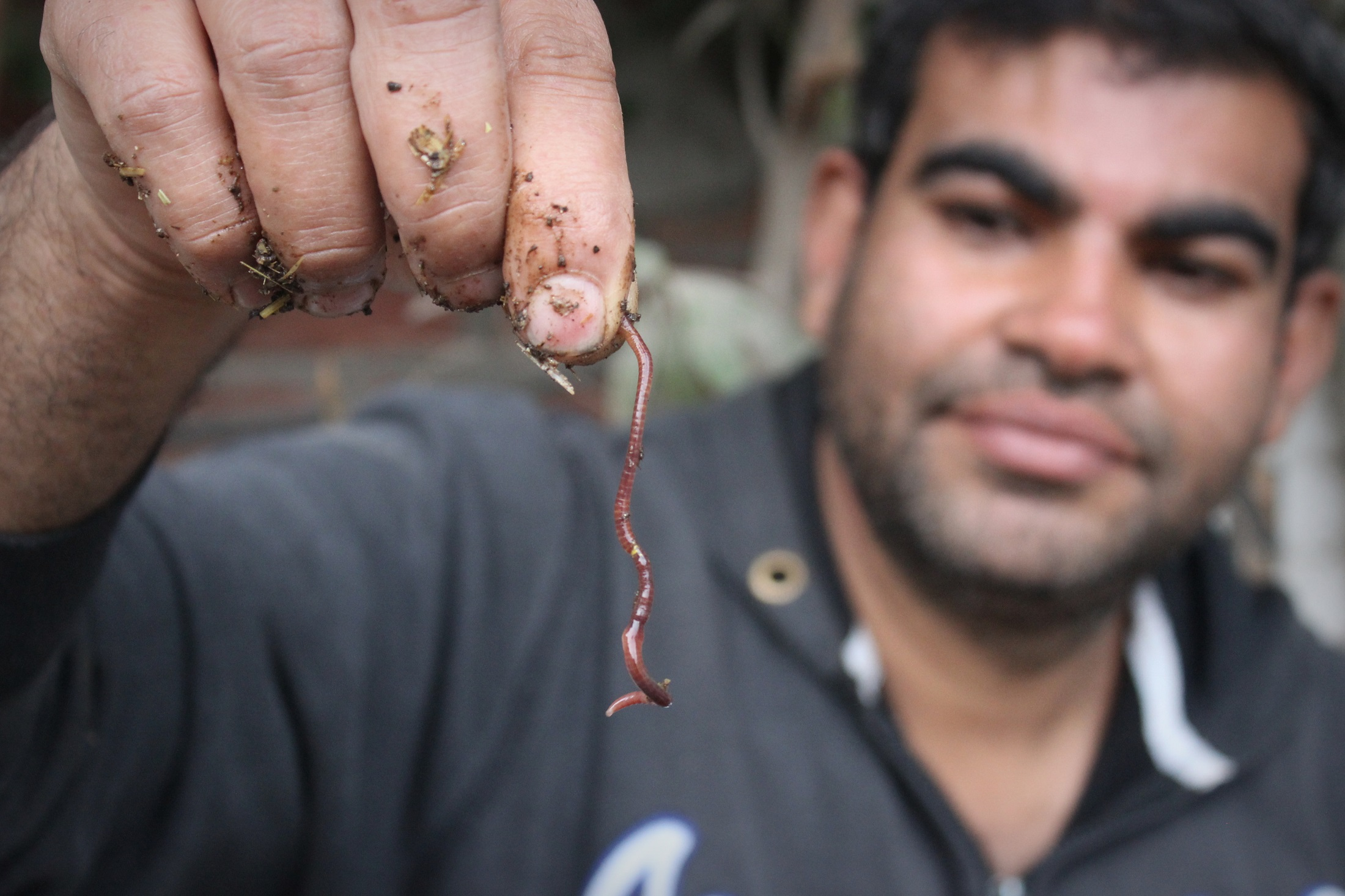
مربي للدودة الحمراء في أحد المزارع بالقاهرة، مصر.